# Odontostreptus sjoestedti
Odontostreptus sjoestedti är en mångfotingart som först beskrevs av Carl Oscar von Porat 1894.  Odontostreptus sjoestedti ingår i släktet Odontostreptus och familjen Spirostreptidae. Inga underarter finns listade i Catalogue of Life.